# Remigie Češíková
Marie Remigie Češíková (* 29. října 1954, Uherské Hradiště) je česká řeholnice z Kongregace Milosrdných sester svatého Karla Boromejského, bývalá generální představená řádu. Pracuje na postulaci Vojtěchy Hasmandové, v Římě a v Praze.

## Život
Narodila se a vyrostla v Uherském Hradišti. Po maturitě na tamní střední zdravotnické škole poznala osobně bývalou generální představenou Kongregace Milosrdných sester svatého Karla Boromejského, Vojtěchu Hasmandovou, po jejím propuštění z vězení. Vedena obdivem k její osobnosti, myšlenkám a činnosti v září 1977 tajně složila věčné sliby a vstoupila k boromejkám.
V letech 1994-2000 byla generální představenou Kongregace Milosrdných sester svatého Karla Boromejského se sídlem v Praze na Malé Straně. Od roku 2002 vede sídlo boromejek při papežské koleji Nepomucenum v Římě.
Od roku 1996 se pod vedením Mons. ThDr. Josefa Laštovici stala postulátorkou procesu blahořečení matky Vojtěchy Hasmandové a editorkou jejích dopisů z vězení.
Česká televize vysílala v roce 2013 dokument režiséra Otakára Schmidta o životě a díle Matky Vojtěchy Hasmandové, v němž byla Remigie Češíková průvodkyní.
V roce 2014 uspořádala putovní výstavu o životě a díle Matky Vojtěchy v Římě a na několika místech v České republice.

## Dílo
- Novéna se služebnicí Boží Matkou Vojtěchou Hasmandovou z Kongregace Milosrdných sester sv. Karla Boromejského (SCB) / spoluautor Msgr. Josef Laštovica. Praha 2010; (vydáno také v italské, německé, francouzské a polské jazykové verz)
- Matka Vojtěcha - služebnice Boží : statečný svědek víry . Praha 2013 (vydáno také v italské, německé a francouzské jazykové verzi)
- Vedena Duchem Svatým : Matka Vojtěcha a pokoncilní obnova, její poselství pro dnešní dobu. Kostelní Vydří 2014
- Jsem v dlani Boží: Dopisy z vězení Matky Vojtěchy Hasmandové SCB (z období 1952–1960)